# 帝須
帝須·目犍連子，生於華氏城，印度佛教高僧。屬於上座部分別說系，為阿育王尊崇的上座長老，曾召集第三次結集。

## 生平
帝須是他的名字，其父為巴連弗邑的目犍連，不是釋迦牟尼的弟子大目犍連，因此他被稱為目犍連子，也就是目犍連（Moggali）之子。帝須出身婆羅門種姓，自幼熟讀吠陀經典。後在悉伽婆門下出家，加入佛教僧團，其傳承可上追至優波離。
帝須在阿育王時代，曾受阿育王請託，在波吒利弗（, 現在印度的巴特那地方）召集各派長老進行第三次的經典結集。據說現存的巴利文三藏經典，即是在此次結集中會誦而成。
他並且曾經派出僧侶四處傳播佛教，他派遣摩哂陀將佛教傳入錫蘭，成為現代南傳佛教的起源。

## 引用
1. ↑  《善見律毘婆沙》阿育王品，《大史》第五章“第三次結集”